# Rovno-Bernstein

Oblast Riwne (Rovno) in der Ukraine

Rovno-Bernstein ist eine in der Literatur vielfach verwendete Bezeichnung für in der Umgebung von Riwne (Rovno) in der Ukraine vorkommenden Bernstein. Weitere Fundstellen von Bernstein gleicher Genese befinden sich im Südosten Polens sowie im Grenzbereich zwischen Belarus und der Ukraine. In wissenschaftlicher Literatur wird dieses Bernsteinvorkommen erstmals Mitte des 18. Jahrhunderts erwähnt.

## Lagerstätte
Die Bernstein führenden Sedimente an der Nordwestgrenze des Ukrainischen Schildes nördlich und östlich von Riwne (russisch Ровно Rowno) gehören hauptsächlich zur Mezhygorje Formation (Unteroligozän) und zur Obukhov Formation (Obereozän). Beide Formationen haben sich in marinen Flachwasserzonen gebildet, deren damalige Küstenlinie im Ukrainischen Schild verlief. Der Bernstein gelangte vermutlich über Flussläufe des Ukrainischen Schildes in diese Flachwasserzonen. Von einigen Autoren wird die Auffassung vertreten, der Bernstein könne innerhalb des sich im Obereozän/Unteroligozän zwischen Nordwesteuropa und dem Ural erstreckenden Meeresgebietes durch Meeresströmungen umgelagert worden sein.
Aus diesem Grunde und wegen der weitgehenden Übereinstimmung der physikalischen und chemischen Merkmale des Rovno-Bernsteins mit denen des Baltischen Bernsteins aus dem Ostseeraum sowie der Altersgleichheit wird Rovno-Bernstein in der Literatur mitunter als eine Lagerstätte des Baltischen Bernsteins bezeichnet. Es handelt sich bei Rovno-Bernstein nahezu ausschließlich um Succinit (wie auch beim Baltischen Bernstein aus dem Ostseeraum). Daneben kommen vereinzelt die Bernsteinvariationen Gedano-Succinit und Gedanit vor.

## Botanische Herkunft des fossilen Harzes
Die hohe Übereinstimmung der physikalischen und chemischen Eigenschaften zwischen Baltischem Bernstein und Rovno-Bernstein legen die Vermutung nahe, dass der Bernstein (Succinit) beider Lagerstätten auf die gleiche botanische Quelle zurückgeht. Um welche Baumart (oder Arten) es sich dabei handelt wird kontrovers diskutiert (siehe hierzu Bernstein#Bernstein (Succinit))

## Förderung

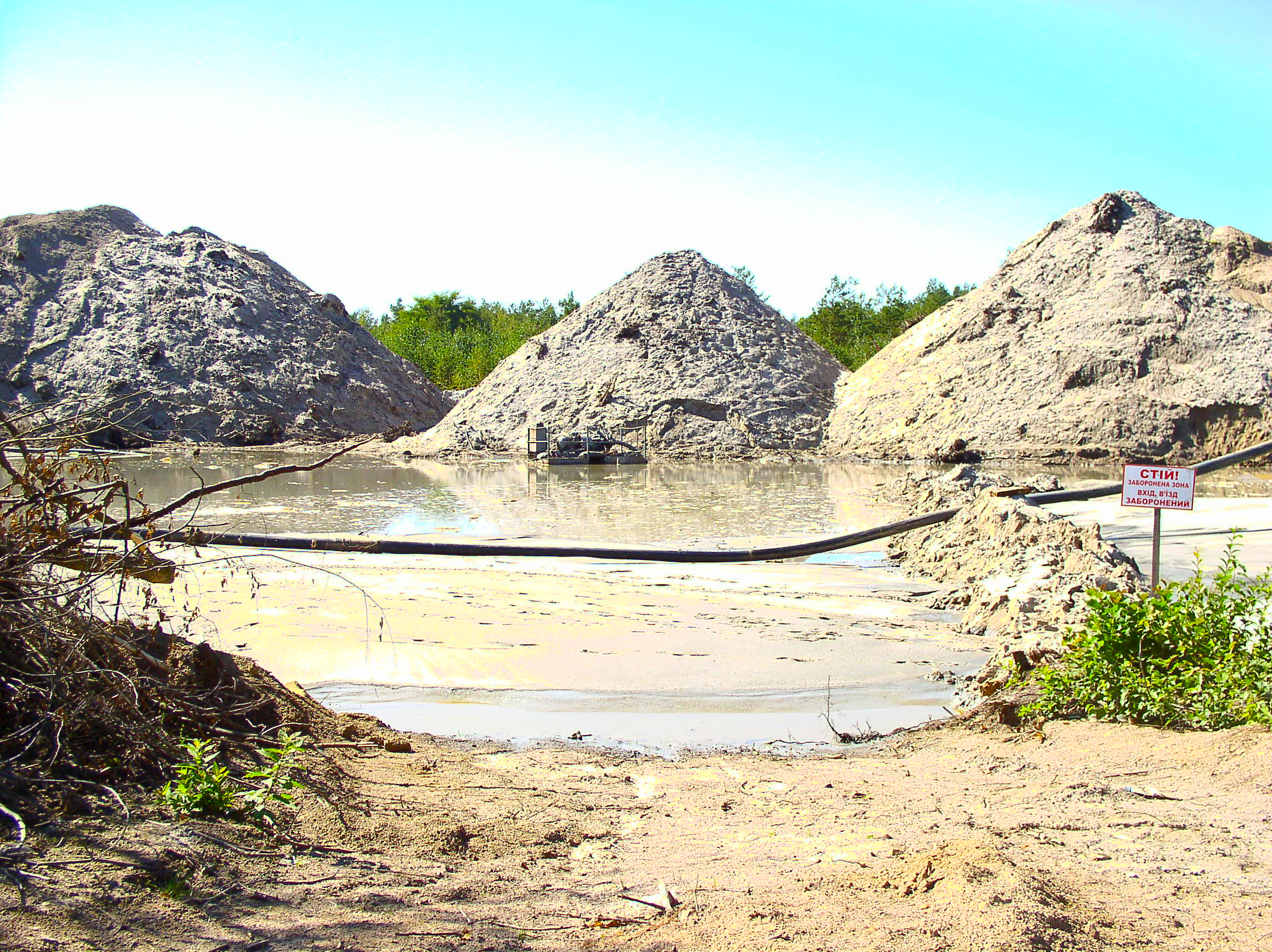
Bernsteinförderung bei Klessiw

Seit dem Ende des 19. Jahrhunderts wird insbesondere in der Umgebung der Ortschaft Klessiw (in der zitierten Literatur als "Klesov" oder "Klesow" erwähnt) Bernstein gesammelt. Die Sammeltätigkeit beschränkte sich anfangs auf Lesefunde, die nach der Schneeschmelze, nach starken Regenfällen oder beim Bau von Straßen, Kanälen und einer Eisenbahntrasse gemacht werden konnten. Seit den 1970er Jahren wurde Bernstein von der einheimischen Bevölkerung systematischer gesammelt. Aufkäufer waren Händler aus der Ukraine, aus Polen und aus Litauen. Seit 1993 wird Bernstein durch das staatliche Unternehmen Burshtyn Ukrainy gefördert. Die Fördermenge liegt seither unter großen Schwankungen bei durchschnittlich etwa zwei Tonnen im Jahr. Das Umweltministerium der Ukraine geht allerdings von einer illegalen Förderung von bis zu 300 Tonnen im Jahr und einem Marktwert des illegal geförderten Bernsteins von mehreren Hundert Millionen Euro aus. Der Bernsteingehalt des bei Klessiw abgebauten Sediments beträgt etwa 20 Gramm je Kubikmeter (im Vergleich dazu enthält die in Jantarny im Samland abgebaute Blaue Erde zwischen 500 und 6000 Gramm Bernstein je Kubikmeter).

## Einschlüsse
Rovno-Bernstein ist weniger reich an organischen Einschlüssen als Baltischer Bernstein (Succinit) aus dem Ostseeraum. Eine vergleichende Analyse der Lebensgemeinschaften ist deshalb und aufgrund des eklatanten Unterschiedes der zur Verfügung stehenden Materialmengen schwierig. Gleichwohl deuten die vorliegenden Erkenntnisse zu den organischen Einschlüssen des Bernsteins dieser Lagerstätten auf ein hohes Maß an Übereinstimmungen der Fauna und Flora. Einige signifikante Unterschiede zwischen den Lebensgemeinschaften, wie etwa die im Rovno-Bernstein nur spärlich vorkommenden aquatischen Arthropoden und der im Gegensatz dazu deutlich größeren Vielfalt der Bewohner der Laubstreuzone ("Sciara-Zone"), deuten auf ein wärmeres und trockeneres Klima im eozänen/oligozänen Bernsteinwald des Herkunftsgebietes des Rovno-Bernsteins. Diese Unterschiede stützen im Übrigen eher die Theorie der Entstehung des Bernsteins im Areal des Ukrainischen Schildes und sprechen gegen eine Umlagerung aus dem Gebiet der heutigen Ostsee.

## Artefakte
Verschiedene archäologische Fundstätten im Norden der Ukraine lieferten zahlreiche Bernstein-Artefakte aus dem Paläolithikum und dem Neolithikum. Neben kunstvollen Amuletten, Figurinen und Schmuck wurden zahlreiche Halbfertigprodukte sowie Rohbernstein gefunden. Am Fundort Dobranichevka wurde eine 12.000 Jahre alte weibliche Statuette gefunden, am Fundort Mezhirich entdeckte man in aus Mammutknochen und Mammut-Stoßzähnen erbauten Wohnstätten (sogenannte Mammutknochenhäuser) mehr als 300 Bernsteinstücke, bei denen es sich zumeist um Halbfertigprodukte handelt; auch Rohbernstein befand sich unter diesen Stücken. Die Fundstätte von Mezhirich wird auf ein Alter von rund 13.300 bis 10.500 v. Chr. datiert. Es gilt als sicher, dass der verwendete Bernstein aus dem Gebiet um Riwne stammt.